# Andrew Crofts
Andrew Lawrence Crofts (Chatham, 29 maggio 1984) è un allenatore di calcio ed ex calciatore gallese, di ruolo centrocampista, tecnico del Brighton Under 23.